# Raparna conicephala
Raparna conicephala är en fjärilsart som beskrevs av Otto Staudinger 1870. Raparna conicephala ingår i släktet Raparna och familjen nattflyn. Inga underarter finns listade.